# 奧索瓦 (科斯托皮爾區)
51°5′15″N 25°58′40″E / 51.08750°N 25.97778°E
奧索瓦（烏克蘭語：Осова），是烏克蘭西北部的村莊，隸屬里夫內州的里夫內區。該村面積0.95平方公里，海拔高度177米，2001年人口223，人口密度每平方公里234.74人。